# Phraortes granulatus
Phraortes granulatus är en insektsart som beskrevs av Chen, S.C. och Yun He He 1991. Phraortes granulatus ingår i släktet Phraortes och familjen Phasmatidae. Inga underarter finns listade i Catalogue of Life.